# Marianne Werdel
Marianne Werdel (Los Angeles, 17 oktober 1967) is een voormalig tennisspeelster uit de Verenigde Staten. Werdel begon met tennis toen zij vier jaar oud was. Zij speelt rechtshandig en heeft een tweehandige backhand. Zij was actief in het proftennis van 1983 tot en met 1997. In 1990 won zij op het $50.000 ITF-toernooi van Chiba (Japan) zowel de enkel- als de dubbelspelfinale – voor deze tweevoudige titel ontving zij $10.300 aan prijzengeld.
Op 21 november 1992 trad zij in het huwelijk met Ron Witmeyer. Daarna speelde zij nog gedurende ruim twee jaar verder onder de naam Werdel. Pas vanaf het Australian Open 1995 schreef zij zich op toernooien in onder de naam Marianne Werdel-Witmeyer.

## Loopbaan

### Enkelspel
Werdel debuteerde in januari 1983 op het WTA-toernooi van Marco Island – zij verloor in de eerste ronde van de Nederlandse Marcella Mesker. Zij stond in 1985 voor het eerst in een finale, op het ITF-toernooi van Fayetteville (VS) – hier veroverde zij haar eerste titel, door de Amerikaanse Caroline Kuhlman te verslaan. In totaal won zij drie ITF-titels, de laatste in 1990 in Chiba (Japan).
Werdel stond in 1989 voor het eerst in een WTA-finale, op het toernooi van Schenectady – zij verloor van de Peruaanse Laura Gildemeister. In totaal speelde zij zesmaal in een WTA-finale, de laatste in 1997 in Hobart (waar zij verloor van de Belgische Dominique Van Roost), maar een WTA-titel won zij nooit.
Haar beste resultaat op de grandslamtoernooien is het bereiken van de halve finale, op het Australian Open 1995, waarin zij Gabriela Sabatini (WTA-6) in twee sets versloeg. Haar mooiste overwinning smaakte Werdel in maart 1995 op het WTA-toernooi van Key Biscayne (Miami), waar zij de toenmalige nummer één van de wereld, de Spaanse Arantxa Sánchez Vicario, in twee sets versloeg. Haar hoogste notering op de WTA-ranglijst is de 21e plaats, die zij bereikte in oktober 1995.

### Dubbelspel
Werdel was in het dubbelspel minder actief dan in het enkelspel. Zij debuteerde in februari 1983 op het WTA-toernooi van Palm Springs, samen met de Canadese Carling Bassett – in de eerste ronde verloren zij van de Nederlandse Marcella Mesker en Française Corinne Vanier. Zij stond in 1990 voor het eerst in een finale, op het ITF-toernooi van Chiba (Japan), samen met de Australische Michelle Jaggard – hier veroverde zij haar enige dubbelspeltitel, door het duo Eva Pfaff en Julie Richardson te verslaan.
Werdel stond in 1992 voor het eerst in een WTA-finale, op het toernooi van Luzern, samen met de Tsjecho-Slowaakse Karina Habšudová – zij verloren van het koppel Amy Frazier en Elna Reinach. In totaal speelde zij zesmaal in een WTA-finale (waarvan drie met landgenote Tami Whitlinger-Jones), de laatste in 1997 in Oklahoma, maar een WTA-titel won zij nooit.
Haar beste resultaat op de grandslamtoernooien is het bereiken van de tweede ronde. Haar hoogste notering op de WTA-ranglijst is de 45e plaats, die zij bereikte in mei 1992.

#### Gemengd dubbelspel
Werdels beste resultaat is het bereiken van de derde ronde op Roland Garros 1987, samen met landgenoot Chip Hooper.

## Palmares
| Legenda                |
| ---------------------- |
| Grandslamtoernooi      |
| Olympische Spelen      |
| Year-End Championships |
| Tier I                 |
| Tier II                |
| Tier III               |
| Tier IV & V            |

### Overwinningen op een regerend nummer 1
Werdel heeft eenmaal een partij tegen een op dat ogenblik heersend leider van de wereldranglijst gewonnen:
| nr. | datum      | toernooi  | ronde       | tegenstandster          | score    |         |
| --- | ---------- | --------- | ----------- | ----------------------- | -------- | ------- |
| 1.  | 1995-03-22 | WTA Miami | derde ronde | Arantxa Sánchez Vicario | 6-2, 7-5 | details |

### WTA-finaleplaatsen enkelspel
| nr.              | finale     | toernooi        | ondergrond | tegenstandster      | score         |
| ---------------- | ---------- | --------------- | ---------- | ------------------- | ------------- |
| gewonnen finales |            |                 |            |                     |               |
| geen             |            |                 |            |                     |               |
| verloren finales |            |                 |            |                     |               |
| 1.               | 1989-07-30 | WTA Schenectady | hardcourt  | Laura Gildemeister  | 4-6, 3-6      |
| 2.               | 1990-08-25 | WTA Schenectady | hardcourt  | Anke Huber          | 1-6, 7-5, 4-6 |
| 3.               | 1990-10-21 | WTA Scottsdale  | hardcourt  | Conchita Martínez   | 5-7, 1-6      |
| 4.               | 1993-04-18 | WTA Pattaya     | hardcourt  | Yayuk Basuki        | 3-6, 1-6      |
| 5.               | 1993-09-19 | WTA Hongkong    | hardcourt  | Wang Shi-ting       | 4-6, 6-3, 5-7 |
| 6.               | 1997-01-12 | WTA Hobart      | hardcourt  | Dominique Van Roost | 3-6, 3-6      |

### WTA-finaleplaatsen vrouwendubbelspel
| nr.              | finale     | toernooi        | ondergrond    | partner               | tegenstandsters                  | score         |
| ---------------- | ---------- | --------------- | ------------- | --------------------- | -------------------------------- | ------------- |
| gewonnen finales |            |                 |               |                       |                                  |               |
| geen             |            |                 |               |                       |                                  |               |
| verloren finales |            |                 |               |                       |                                  |               |
| 1.               | 1992-05-24 | WTA Luzern      | gravel        | Karina Habšudová      | Amy Frazier Elna Reinach         | 5-7, 2-6      |
| 2.               | 1993-05-23 | WTA Luzern      | gravel        | Lindsay Davenport     | Mary Joe Fernandez Helena Suková | 2-6, 4-6      |
| 3.               | 1993-09-19 | WTA Hongkong    | hardcourt     | Debbie Graham         | Karin Kschwendt Rachel McQuillan | 6-1, 6-7, 2-6 |
| 4.               | 1995-02-12 | WTA Chicago     | tapijt (i)    | Tami Whitlinger-Jones | Gabriela Sabatini Brenda Schultz | 7-5, 6-7, 4-6 |
| 5.               | 1996-05-25 | WTA Straatsburg | gravel        | Tami Whitlinger-Jones | Yayuk Basuki Nicole Bradtke      | 7-5, 4-6, 4-6 |
| 6.               | 1997-02-23 | WTA Oklahoma    | hardcourt (i) | Tami Whitlinger-Jones | Rika Hiraki Nana Miyagi          | 4-6, 1-6      |

## Resultaten grandslamtoernooien
| Legenda | Legenda                          |
| ------- | -------------------------------- |
| g.t.    | geen toernooi gehouden           |
| l.c.    | lagere categorie                 |
| –       | niet deelgenomen                 |
| G       | uitgeschakeld in de groepsfase   |
| 1R      | uitgeschakeld in de eerste ronde |
| 2R      | uitgeschakeld in de tweede ronde |
| 3R      | uitgeschakeld in de derde ronde  |
| 4R      | uitgeschakeld in de vierde ronde |
| KF      | uitgeschakeld in de kwartfinale  |
| HF      | uitgeschakeld in de halve finale |
| F       | de finale verloren               |
| W       | het toernooi gewonnen            |
| w-v     | winst/verlies-balans             |

### Enkelspel
| Toernooi        | 1985 | 1986 | 1987 | 1988 | 1989 | 1990 | 1991 | 1992 | 1993 | 1994 | 1995 | 1996 | 1997 | w-v  |
| --------------- | ---- | ---- | ---- | ---- | ---- | ---- | ---- | ---- | ---- | ---- | ---- | ---- | ---- | ---- |
| Australian Open | –    | g.t. | 3R   | 2R   | 3R   | 1R   | –    | 1R   | –    | –    | HF   | –    | 1R   | 10-7 |
| Roland Garros   | –    | –    | 1R   | –    | 2R   | 1R   | 1R   | 1R   | 1R   | 2R   | 1R   | 1R   | –    | 2-9  |
| Wimbledon       | –    | –    | 1R   | 1R   | –    | 1R   | 3R   | 2R   | 3R   | 2R   | 1R   | 1R   | –    | 6-9  |
| US Open         | 2R   | 2R   | 1R   | 1R   | 1R   | 1R   | 1R   | 1R   | 1R   | 2R   | 2R   | 1R   | –    | 4-12 |

### Vrouwendubbelspel
| Toernooi        | 1987 | 1988 | 1989 | 1990 | 1991 | 1992 | 1993 | 1994 | 1995 | 1996 | 1997 | w-v |
| --------------- | ---- | ---- | ---- | ---- | ---- | ---- | ---- | ---- | ---- | ---- | ---- | --- |
| Australian Open | –    | 1R   | 1R   | 1R   | –    | 2R   | –    | –    | 1R   | –    | 1R   | 1-6 |
| Roland Garros   | 1R   | –    | 1R   | 2R   | –    | 1R   | 1R   | 1R   | 1R   | 1R   | –    | 1-8 |
| Wimbledon       | 1R   | –    | –    | 1R   | –    | 1R   | 1R   | 2R   | 2R   | 2R   | –    | 3-7 |
| US Open         | –    | 2R   | 1R   | 1R   | 2R   | 1R   | 1R   | 1R   | 1R   | 1R   | –    | 2-9 |

### Gemengd dubbelspel
| Australian Open | –  | g.t. | –  | –  | 0-0 |
| Roland Garros   | 1R | –    | 3R | –  | 2-2 |
| Wimbledon       | –  | 2R   | –  | 1R | 1-2 |
| US Open         | –  | –    | –  | –  | 0-0 |